# Rich Dad, Poor Dad
Rich Dad, Poor Dad er Robert Kiyosakis og Sharon Lechters første bestseller udgivet i 1997. Den omhandler finansiel dannelse, finansiel uafhængighed, opbygning af rigdom ved hjælp af investering i aktier og ejendomme samt opstart og salg af virksomheder.
Rich Dad Poor Dad har solgt over 32 millioner eksemplarer på mere end 51 sprog i 109 lande, og den har været på New York Times bestseller--liste i over 6 år.
Rich Dad Poor Dad er skrevet som en række lignelser, der angiveligt er baseret på Kiyosakis eget liv. Hovedkarakteren "rich dad" skulle angiveligt være hans vens far, der havde opbygget sin rigdom gennem iværksætteri og kloge investeringer, mens "poor dad" skulle være Kiyosakis egen far, der arbejdede hårdt hele sit liv, men som aldrig opnåede finansiel sikkerhed. Det er dog aldrig blevet bevist, at Rich Dad, som skulle have givet Kiyosaki alle sine råd til rigdom, nogensinde har eksisteret. Ligeledes er det aldrig blevet dokumenteret, at Kiyosaki skulle have opbygget stor rigdom inden udgivelsen af Rich Dad Poor Dad i 1997.

## Bogen udkom på dansk i 2023
Kiyosaki, Robert T. (2023). Rig far, fattig far. Michael Jepsen (oversætter) (1. udgave). Kbh.: Memoris. ISBN 978-87-7587-070-7.